# Церковь Иоанна Богослова (Титовка)
Церковь Иоанна Богослова —  недействующий православный храм в слободе Титовка Миллеровского района Ростовской области.

## История
Храм был построен в 1878 году по типовому проекту академика, профессора Петербургской академии художеств архитектора Константина Тона и является образцом церкви русско-византийского стиля на Дону. Одна из немногих сохранившихся построек русско-византийского стиля.
Церковь была однопрестольной; к её приходу принадлежали близлежащие хутора Фролов, Наздровский и Александровский. С 1877 года при храме действовало сельское приходское училище.
На протяжении своего существования храм никогда не перестраивался, в Гражданскую войну был превращен в зернохранилище. В годы Великой Отечественной войны здание храма не пострадало. В нём сохранились отдельные элементы внутренней росписи, на некоторых окнах — родные решётки. В 1966 году церковь по решению Миллеровского райисполкома была закрыта. В ней собирались сделать сельский клуб, но снова использовали как склад для зерна. Позже храм забросили. В 1990-е годы местные жители пытались собрать средства на реконструкцию храма, но это для них оказалось неподъёмным.
В июле 2015 года, во время визита благочинного Миллеровского округа иерея Сергия Сошкина в Титовское сельское поселение, обсуждался вопрос о создании на территории поселения молитвенной комнаты. Был утверждён план реконструкции подобранного помещения и устроения в нём молитвенной комнаты. После осмотра разрушенного храма в Титовке, было принято решение о начале сбора информации о возможности реставрации храма.
В музее титовской средней школы знаменитому храму отведено особое место, где хранится один из трёх колоколов, снятых в 1960-е годы.